# Stazione di Prospiano
La stazione di Prospiano era posta lungo la ferrovia Castellanza-Mendrisio, dismessa nel 1977, e serviva il centro abitato di Prospiano, frazione del comune di Gorla Minore.

## Storia
L'impianto venne attivato il 18 luglio 1904 contestualmente all'inaugurazione della tratta Castellanza-Cairate della linea per Malnate, a cura della Società Anonima per la Ferrovia Novara-Seregno (FNS).
L'11 dicembre 1938 il capolinea della ferrovia fu arretrato a Malnate in conseguenza degli eventi correlati con la seconda guerra mondiale, i quali fecero registrare proprio in tale periodo a Prospiano punte significative di traffico. L'anno successivo la ferrovia venne attestata a Castiglione Olona; conseguentemente il traffico passeggeri diminuì per essere definitivamente soppresso nel 1952, lasciando alla stazione la sola funzione di scalo per le merci.
Il 16 luglio 1977 la linea, e con essa la stazione di Prospiano, venne definitivamente soppressa.

## Strutture e impianti
L'impianto era raccordato con la Società Anonima Candiani, in tempo di guerra adibita a deposito vestiario e munizioni a servizio dell'aeroporto militare di Lonate Pozzolo, e con la Fabbrica Cotoni Esplodenti, soprannominata "La 
Sanitaria", che produceva maschere antigas e materiale sanitario.